# Serrat de Guamis
El Serrat de Guamis és un serrat del municipi de Gavet de la Conca, dins de l'antic terme de Sant Serni.
Està situat al sud-est del poble de Sant Serni. La seva continuïtat cap al nord-est és la Serra del Magre.